# Alf Clausen
Alf Clausen (Mineápolis, Minnesota, 28 de marzo de 1941-29 de mayo de 2025) fue un compositor para cine y televisión estadounidense. Es reconocido por su trabajo en la serie animada Los Simpson, en la cual trabajó como compositor desde 1990 hasta 2017. Clausen ha compuesto la música de más de treinta películas y programas televisivos, incluyendo Moonlighting, La Pistola Desnuda, ALF, y Ferris Bueller's Day Off.

## Biografía
Clausen nació en la ciudad de Minneapolis, en el estado de Minnesota, y creció en  Jamestown, Dakota del Norte. Cursó sus estudios en la universidad del Estado de Dakota, en la Universidad de Wisconsin-Madison y en el Instituto de Música Berklee de Boston, obteniendo posgrados en Arreglos Musicales & Composición. Comenzó su carrera musical tocando el bajo y el cuerno francés, convirtiéndose en instructor en Berklee.
Clausen ha compuesto canciones para muchas series de televisión y películas, incluyendo Moonlighting (por lo cual recibió seis nominaciones a los Emmy), Los Simpson (por lo cual ganó dos Emmy, tres premios Annie y tres premios International Monitor, y recibió 18 nominaciones más para los Emmy y tres para los Annie), Bette, The Critic, ALF, Christine Cromwell, Dads, Double Agent, Fame, Harry, Lime Street, My First Love, Murder In Three Acts, Police Story, She Knows Too Much, Stranded, y Wizards & Warriors. 
Otras películas en las que ha colaborado Clausen son Half-Baked y Number One With A Bullet. Además, ha compuesto música adicional para numerosos largometrajes, incluyendo Airplane II: The Sequel, The Beastmaster, Ferris Beuller's Day Off, Dragnet, Into The Night, Micki & Maude, Mr. Mom, The Naked Gun: From the Files of Police Squad!, Splash, Weird Science, y Wise Guys. Ha sido director musical y compositor para programas de televisión variados, como The Donny & Marie Show, Mary y The Mary Tyler Moore Variety Hour. 
Los álbumes en los que ha trabajado Clausen (como compositor, director de orquesta o productor) incluyen el álbum The Simpsons: Songs In The Key Of Springfield de Rhino Records, Go Simpsonic With The Simpsons: More Original Music From The Television Series, y su futuro CD, que grabó junto con la Alf Clausen Jazz Orchestra, Swing Can Really Hang You Up The Most.
Clausen compuso también la música para el episodio "Les Miseranimals" de la serie Rita And Runt, junto con la escritora y guionista del programa, Deanna Oliver.
Sus composiciones y arreglos musicales han sido utilizados por muchos artistas y en muchas publicidades, como por ejemplo los Universal Studios Tram Tour 2000. También ha compuesto para músicos tales como Buddy Rich, Thad Jones, Mel Lewis, Ray Charles, Woody Herman, Stan Kenton, y Denny Christianson. Las empresas que trabajan con él incluyen a AFM, ASCAP, ATAS, IAJE, NARAS, Society of Composer & Lyricists (de la cual es el vicepresidente y miembro de la Administración de Directores), Songwriters Guild, SAG, Who's Who In The West, Who's Who In California, y Who's Who In Entertainment.

## Premios
Los premios ganados por Clausen incluyen en total dos premios Emmy y 27 nominaciones a estos premios, tres premios y tres nominaciones para los premios Annie awards, tres premios International Monitor, nominaciones para los Grammy y los CLIO, una mención como Doctor en Música Honorario de la Universidad de Dakota del Norte y el Premio de Reconocimiento del Instituto Berklee, entre otros. 